# Junideportationer
Junideportationer (estisk: juuniküüditamine, lettisk: jūnija deportācijas, litauisk: birželio trėmimai) var de i juni 1941 af den daværende sovjetiske besættelsesmagt gennemførte deportationer, under hvilke mere end 100.000 personer i Estland, Letland, Litauen, Hviderusland, Ukraine og Moldavien blev arresteret i deres hjem og sendt til sovjetiske arbejdslejre i Sibirien.

## Junideportationerne i Estland

### Forberedelser
SSSRs Råd af Folkekommissærer (estisk: NSV Liidu Rahvakomissaride Nõukogu) og Centralkomiteen (estisk: ÜK(b)P Keskkomitee) traf den 14. maj 1941 beslutning ved et fælles cirkulære (estisk: ühismääruse) nr. 1299-526ss, med titlen "Direktiv om bortsendelse af sociale fremmedelementer fra de baltiske sovjetrepublikker, Vest-Ukraine, Vestlige Hviderusland og Moldavien" (estisk: „Direktiiv sotsiaalselt võõra elemendi väljasaatmise kohta Balti liiduvabariikidest, Lääne-Ukrainast, Lääne-Valgevenest ja Moldaaviast") om at gennemførelse en bortsendelse fra de omtalte lande til nye specialbosættelser. Til at koordinere gennemførelsen udpegedes SSSRs Statslige Sikkerheds Folkekommissariat (estisk: NSV Liidu Riikliku Julgeoleku Rahvakomissariaat) folkekommissær (estisk: rahvakomissar) Vsevolod Merkulov, dennes stedfortræder Ivan Serov og SSSRs Indre Forholds Folkekommissariat (estisk: NSV Liidu Siseasjade Rahvakomissariaat) folkekommissærs stedfortræder Viktor Abakumov.
Operationen gennemførtes i Estland af såkaldte "troikaer" (estisk: "troikad"), det vil sige kommissioner bestående af tre personer. I spidsen for Estiske SSRs troika (estisk: Eesti NSV juhttroika) stod statslige sikkerheds folkekommissær (estisk: riikliku julgeoleku rahvakomissar) Boris Kumm, folkekommissæren for indre forhold (estisk: siseasjade rahvakomissar) Andrei Murro og Estiske (bolsjevistiske) Kommunistpartis Politbyros Centralkomite (estisk: EK(b)P KK) førstesekretær Karl Säre.
For det samlede estiske område blev deportationerne ledet af NKVDs Operativstab (estisk: NKVD Operatiivstaap), hvis leder var:
- Estiske SSRs Statslige Sikkerheds Folkekommissariats (estisk: Eesti NSV Riikliku Julgeoleku Rahvakomissariaat) folkekommissær Boris Kumm, medlemmer:
- Estiske SSRs Indenrigske Forholds Folkekommissariats (estisk: Eesti NSV Siseasjade Rahvakomissariaat) folkekommissær Andrei Murro
- Estiske SSRs Statslige Sikkerheds Folkekommissariats vice- eller stedfortrædende folkekommissær (estisk: rahvakomissari asetäitja) Aleksei Škurin,
- Estiske SSRs Indenrigske Forholds Folkekommissariats vice- eller stedfortrædende folkekommissær Venjamin Gulst,
- Estiske SSRs Statslige Sikkerheds Folkekommissariats leder af 2. afdeling Rudolf James.

I henhold til de udarbejde planer skulle esterne sendes til følgende områder og arbejdslejre:
- Starobelsk-lejren (estisk: Starobelski laagrisse) (i det østlige Ukraine, hvor der tidligere fandtes polske krigsfanger, jævnfør Katõn-massemordet), i alt 4.665 personer;
- til Usol-lejren skulle sendes i alt 691 personer straffede som kriminelle elementer (dømt ved et særmøde i NKVD) ;
- til Altai kraj 9.115 personer[2].

Deportationerne eller "tvangsevakueringerne" gennemførtes d. 13. og 14. juni 1941 om natten fra fredag til lørdag. Midt på dagen var der givet instruktion til alle institutioner om at stille deres transportmidler til rådighed til militsiaen. Den 13. juni om aftenen begyndte de i forvejen udpegede medvirkende "kammerater" (estisk: seltsimees, pl. seltsimehed) at samles på de dertil udpegede steder. Af de fremmødte dannedes firemandsbrigader, i almindelighed ledet af en sikkerhedsmedarbejder (estisk: julgeolekutöötaja). Brigaderne fik omdelt instruktioner og fornødne papirer med navnelister over de, der skulle arresteres og deporteres, blanketter til "overdragelse" af familiernes ejendom og lignende.

### Deportationerne indledes
Om natten den 14. juni klokken 1-2 indledtes på samme tid gennemførelsen af deportationerne overalt i Estland. Familierne, der intetanende var gået i seng om aftenen, blev vækket og fik forelæst et cirkulære, ifølge hvilket de erklæredes for arresterede eller udpegede til deportering. Nogen domsafgørelse herom forelå ikke. Lejligheder og huse blev gennemsøgt. De deporterede fik lov at medtage ejendele på indtil 100 kg, dog langt fra alle. Mange værdigenstande og familiebilleder blev konfiskerede. Nogle blev skudt allerede inden afsendelsen.
Et par timer efter påbegyndelsen af deportationerne ankom de første biler til de jernbanestationer, hvor godsvogne ventede de deporterede på sidespor. I alt var der til gennemførelsen af deporteringen stillet 490 godsvogne til rådighed. Afsendelsessteder var i Tallinn dels Kopli, dels Pääsküla, desuden Haapsalu, Keila, Tamsalu, Narva, Petseri, Valga, Tartu og Jõgeva.
I godsvogne med bogstavet 'A' (arresterede) blev voksne mænd stoppet ind, i godsvogne med bogstavet 'B' kvinder og børn. Dette var sidste gang, de fleste ægtefæller så hinanden og børn så deres fædre. Man fortsatte at eftersøge de, der var udpegede til arrestation eller deportering indtil om morgenen den 16. juni.

### De deporteredes skæbne
Den 17. juni 1941 begyndte togsæt med deporterede via Narva og Irboska at forlade Estland. I vognene var indstoppet 25-30, i visse tilfælde mere end 50 personer. I de lukkede vogne slap lyset kun ind gennem sprækker. Der var intet vand, som toilet måtte anvendes et hul med rør midt i vognen. Luften i vognene var tung og kvælende, under indflydelse af solskinnet blev vognene stegende hede.
I begyndelsen kørte A- og B-vogne i samme togsæt, senere blev førstnævnte koblet fra og sendt til tvangsarbejdslejre. Af 148 vogne sendt fra Narva endte 54 i Kirovsk, 66 i Kotelnitš (Kirov oblast), og 28 i Novosibirsk. Af 342 vogne sendt fra Irborska endte 56 i Promõšiennaja, 76 i Tsanõ, 23 i Novosibirsk, 50 i Karagat, 80 i Starobelsk og 57 i Babõnino.
De fleste af de arresterede i A-vognene blev i begyndelsen sendt til Starobelsk- og Babino-lejrene i Ukrainske SSR (estisk: Ukraina NSV) samt Verhodursk-lejren i Sverdlovsk oblast nær Ural, en mindre del blev straks sendt til fangelejrene i Kirov oblast. De fanger, der var blevet sendt til Starobelsk og Babino, blev i begyndelsen tvunget til at udføre krigsarbejde og derefter sendt til fangelejre i Sibirien. Som følge af kulde, elendig ernæring samt nedslidende arbejde døde de fleste af de arresterede allerede den første vinter i Sibirien. I slutningen af 1941 begyndte undersøgelseskommissioner at virke i fangelejrene. En stor del af de tilfangetagne blev skudt. I foråret 1942 var der kun et par hundrede mænd i live af de omkring 3.500, der var blevet sendt direkte til fangelejrene.
Kvinder og børn i B-vognene blev sendt til kolonier i Kirov oblast, Novosibirsk oblast, Omsk oblast og Tomsk oblast samt Altai kraj og Krasnojarsk kraj. Af disse kvinder og børn døde henved hver anden som følge af kulde, sult og hårdt arbejde, undertiden arbejdsulykker. Mange døde af lungebetændelse, tyfus og dysenteri. En del blev arresterede og sendt i fangelejre.
De deporterede blev indkvarterede i barakker, 80 m lange, 14 m brede og 1,5 m høje. Kosten bestod af vand og brød. Fangerne fik 0,5 kg brød hver dag, dog ikke dem som ikke kunne arbejde. Arbejdstiden var fra kl 7 morgen til kl 19 aften.
Efter krigen begyndte levevilkårene for de deporterede langsomt at blive forbedrede. I 1946 og 1947 tillodes det at sende børn, der havde slægtninge i Estland, tilbage. I 1949 og 1951 eftersporede sikkerhedstjenesten imidlertid disse børn og sendte dem atter til Sibirien. Først fra slutningen af 1950, under Hrustjov, havde en del af de deporterede held til at vende tilbage til Estland.

### Antallet af deporterede
I henhold til de den 13. juni 1941 fra Moskva givne direktiver var det planlagt at deportere i alt 11.102 personer alene fra Estland. Det lykkedes imidlertid ikke at få fat på alle de deporteringsudpegede.
Den 17. juni 1941 forelagde SSSRs Statslige Sikkerheds folkekommissær (estisk: NSVL Riikliku Julgeoleku rahvakomissar) Vsevolod Merkulov redegørelse No 2288/М til Stalin, Lavrenti Beria og Vjatjeslav Molotov, ifølge hvilken i alt 9.146 personer deporteredes fra Estland, heraf arresteredes 3.173 og 5.978 blev sendt til bosættelseskolonier. I henhold til samme redegørelse indgik der blandt de deporterede 124 estiske soldater arresterede af territoriale bevæbnede korps. I juni 1941 afgik fra Estland via Narva og Irbosk 9 togsæt (estisk: ešelon) med numrene 286–294 og i alt 10.016 deporterede.
I 1942 under den tyske besættelse gennemførte et den 4. september 1941 oprettet "Center for eftersøgning af bortførte og tilbagebringelse" (estisk: Äraviidute Otsimise ja Tagasitoomise Keskus, tysk: ZEV) en undersøgelse af hvilke personer, der var blevet ofre for de sovjetiske krigsforbrydelser under sovjetbesættelsen. 1943 var der ved hjælp af ZEVs anketter opstillet en fortegnelse på 9.632 deporterede. Fortegnelsen indeholdt ingen jødiske navne, skønt der vides at have været ca 400 jøder blandt de deporterede.
I dag regnes med at mere end 10.000 personer blev ofre for junideportationerne, heraf udgjorde mindreårige (indtil 17 år gamle) 36%, mere end 100 var end ikke et år gamle, desuden var der sengeliggende ældre blandt de deporterede. Af 5.501 deporterede byboere var 2.719 mænd og 2.782 kvinder, af 4.656 deporterede landboere 2.379 mænd og 2.277 kvinder. Fordelt efter erhverv var 2.796 landbrugere, 1.760 industriarbejdere, 1.388 handlende, 519 i transportsektoren, 2.864 offentligt ansatte, 30 finanssektoren, 251 andre og 549 uden erhvervsoplysninger. Efter alder var 131 under et år, 167 var 1 år gamle, 214 var 2 år gamle, 216 var 5 år gamle, 201 var 6 år gamle og 182 var 7. år gamle, i alt 1.510 0-7 år, 1.374 var 8-14 år, 898 var 15-19 år. 446 var 60-69 år, 0 var 70-79 år, 141 var over 80 år gamle.

### Døde
Omkring 6000 estere døde direkte som følge af junideportationerne.

## Junideportationer i Moldavien
Den 12. og 13. juni 1941 blev 29.839 personer fra familier, der blev erklærede "revolutionære og nationalister" i det daværende Moldaviske SSR samt fra Tjernivts oblast og Izmail oblast i det daværende Ukrainiske SSR deporterede til Kazakhstan, til Komi ASSR, til Krasnojarsk kraj samt til Omsk oblast og Novosibirsk oblast. Den georgiske NKVD-tjenestemand Sergo Goglidze, der var Lavrentij Pavlovitj Berijas betroede håndlanger, stod som leder af disse deportationer fra Bessarabien.